# Arquiparque

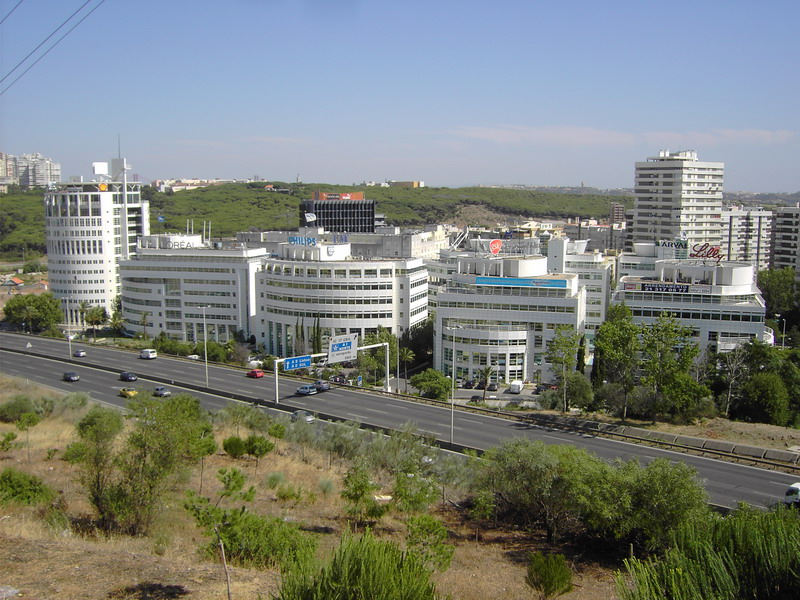
O Arquiparque

O Arquiparque é um parque de escritórios localizado em Miraflores, freguesia de Algés, Linda-a-Velha e Cruz Quebrada / Dafundo, Oeiras. Está incorporado na Zona Empresarial de Monsanto, e alberga várias empresas tais como a L'Oréal e a GlaxoSmithKline.